# District de Yên Thủy
Yên Thủy est un district de la province de Hòa Bình dans la région du Nord-ouest au Viet Nam .

## Géographie
Le district de Yên Thủy a une superficie de 282 km2. 
La capitale du district se trouve à Hàng Trạm.